# Gabriella Szűcs
Gabriella Ibolya Szűcs (født 31. August 1984 i Oradea) er en rumænsk håndboldspiller, som spiller for HC Dunărea Brăila i Rumænien og Rumæniens håndboldlandshold.